# Pseudosphromenus
Pseudosphromenus – rodzaj słodkowodnych ryb okoniokształtnych z rodziny guramiowatych (Osphronemidae). Hodowane w akwariach.

## Zasięg występowania
Indie i Sri Lanka.

## Klasyfikacja
Gatunki zaliczane do tego rodzaju:
- Pseudosphromenus cupanus – ostrogon z Kupang[a], pseudogurami z Kupang[3], wielkopłetw z Kupang[4], pseudowielkopłetw z Kupang[5], pseudowielkopłetw czarny[5]
- Pseudosphromenus dayi – ostrogon Daya[6], pseudogurami Daya[3], wielkopłetw Daya[4], pseudowielkopłetw Daya[5], pseudowielkopłetw czerwony[5]

Gatunkiem typowym jest Polyacanthus cupanus (Pseudosphromenus cupanus).